# العروس (بني مطر)

تعديل مصدري - تعديل

العروس هي إحدى قرى عزلة العروس بمديرية بني مطر التابعة لمحافظة صنعاء، بلغ تعداد سكانها 2097 نسمة حسب تعداد اليمن لعام 2004.